# Цончо Ганев
Цончо Томов Ганев е български предприемач и политик, народен представител и заместник-председател в XLVII, XLVIII, XLIX народно събрание, L народно събрание и LI народно събрание от партия Възраждане. Заместник-председател на партия Възраждане, от която през 2019 – 2021 г. е общински съветник във Варна. Преди това е член на ВМРО-БНД и районен заместник-кмет във Варна (2012 – 2015).

## Биография
Цончо Ганев е роден на 11 март 1979 г. в град София. Първите си 8 години живее в Петрич, след това семейството му се мести в столицата. Като малък е запален по волейбола, записва се в спортното училище, откъдето получава средното си образование.
Висшето си образование получава в Стопанската академия „Димитър А. Ценов“ в Свищов, специалност „Икономика на търговията“. Основава първата си фирма, която работи в сферата на туризма в курорта Златни пясъци – „Холидей 2001“ ЕООД, която по-късно се управлява от съпругата му Александра. Заема и мениджърски позиции в международни компании, една от които е „Девня Цимент“.
Влиза в изпълнителната власт през януари 2012 г., когато става зам.-кмет на район „Младост“ във Варна, с ресор „Устройство на територията“. Напуска през октомври 2015 г.
През 2014 г. става един сред учредителите на партия Възраждане. Става заместник-председател и част от Националния комитет и Организационния съвет на партията. На местните избори през 2019 г. е избран като кандидат от партия Възраждане за общински съветник във Варна.
На парламентарните избори в България през ноември 2021 г., като кандидат за народен представител е водач на листите на партия Възраждане за 2 МИР Бургас и 1 МИР Благоевград. Избран е за народен представител от 2 МИР Бургас. Избран е и в следващите два парламента, като на XLIX НС е заместник-председател от квотата на „Възраждане“.

## Критики
Като депутат в XLIX народно събрание, на 1 юни 2023 г., по време на пленарно заседание, наплюва свой опонент. На следващия ден заявява, че няма да оставят опонентите им, народните представители Манол Пейков и Явор Божанков, да говорят от парламентарната трибуна.
На 4 юни 2025, в деня на излизане на конвергентния доклад за приемането на България в Еврозоната, Цончо Ганев упражнява физическо насилие над колегата си депутат Явор Божанков.
Ганев често е свързван с про-руски организации и е изявен подръжник на придържането на България към Русия и нейната сфера на влияние. Той е откровен противник на Европейския съюз и на Еврозоната.